# Kalka–Shimla Railway

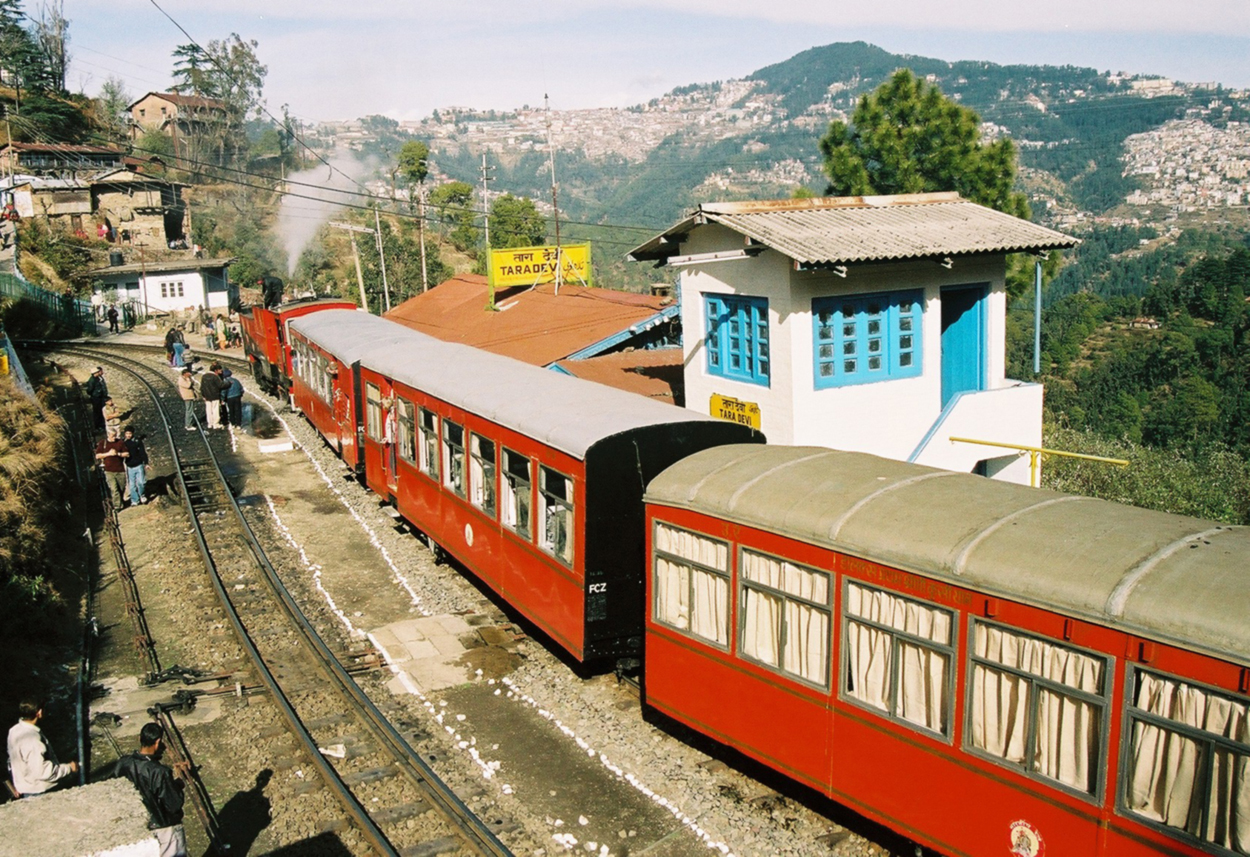
Shivalik Deluxe Express vid Taradevi station

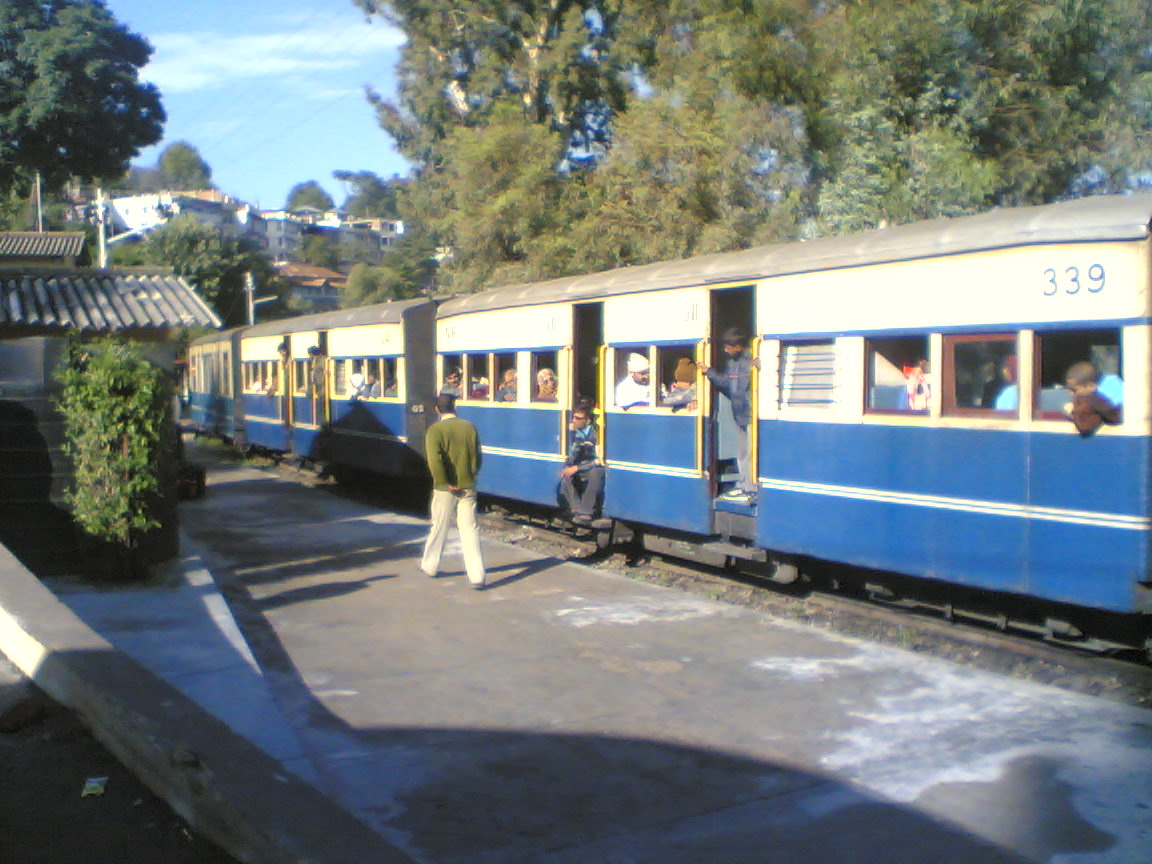
Vanligt lokaltåg stannar vid stationen i Solan

Kalka-Shimla Railway är en (762 mm bred) smalspårig järnväg i nordvästra Indien och går till största delen i bergig terräng från Kalka till Shimla. Den är känd för sina hisnande vyer över bergen och omgivande byar.

## Historia
Shimla (förr stavat Simla) grundades av britterna kort efter Gurkhakriget, och ligger på 2 649 meters höjd vid foten av Himalaya. På 1830-talet hade Shimla redan utvecklats till en viktig bas för britterna[källa behövs]. Den blev sommarhuvudstad i Brittiska Indien 1864, och var även Brittiska arméns högkvarter i Indien. Innan byggandet av järnvägen utgjordes kommunikationerna med världen utanför av en bykärra.
Järnvägen byggdes av Delhi-Ambala-Kalka Railway Company som inleddes 1898. Den uppskattade kostnaden på  8 678 500 Rs blev dock dubbelt så stor under projektets genomförande. Den 96,54 km långa banan öppnades för trafik 9 november 1903. På grund av den höga kapital- och underhållskostnaden samt de speciella arbetsförhållandena tilläts Kalka-Shimla Railway ta ut högre taxor än de normala på andra banor. Detta var dock inte tillräckligt för att hålla uppe företaget och staten var tvungen att köpa det den 1 januari 1906 för 17 107 748 Rs.
I mitten av augusti 2007 förklarade Himachal Pradesh järnvägen vara ett kulturarv som ett led i förberedelserna för dess världsarvsgranskning i september.
Under omkring en vecka med början 11 september 2007 besökte ett expertteam från Unesco järnvägen för att undersöka järnvägen om den platsade som världsarv. 7 juli 2008 inkluderades Kalka-Shimla Railway i världsarvet Bergsjärnvägar i Indien som också omfattar Darjeeling Himalayan Railway och Nilgiri Mountain Railway. Chhatrapati Shivajistationen i Mumbai är också ett världsarv.

## Rutt
Kalka-Shimla Railway byggdes för att ansluta Shimla, den brittiska rajans sommarhuvudstad, till det indiska järnvägsnätet. Idag är Shimla huvudstad i Himachal Pradesh och Kalka är en stad i distriktet Panchkula i delstaten Haryana. När tåget lämnar Kalka, 656 m över havet, börjar tåget omedelbart sin stigning från foten av berget.

### Stationer
Banan erbjuder panoramor över Himalaya från Sivalikkullarna vid Kalka till fler viktiga punkter såsom Dharampur, Solan, Kandaghat, Taradevi, Barog, Salogra, Summerhill och Shimla på en höjd av 2 076 m.

#### Tunnlar
Kalka-Shimla Railway går genom 102 tunnlar.

#### Infrastruktur

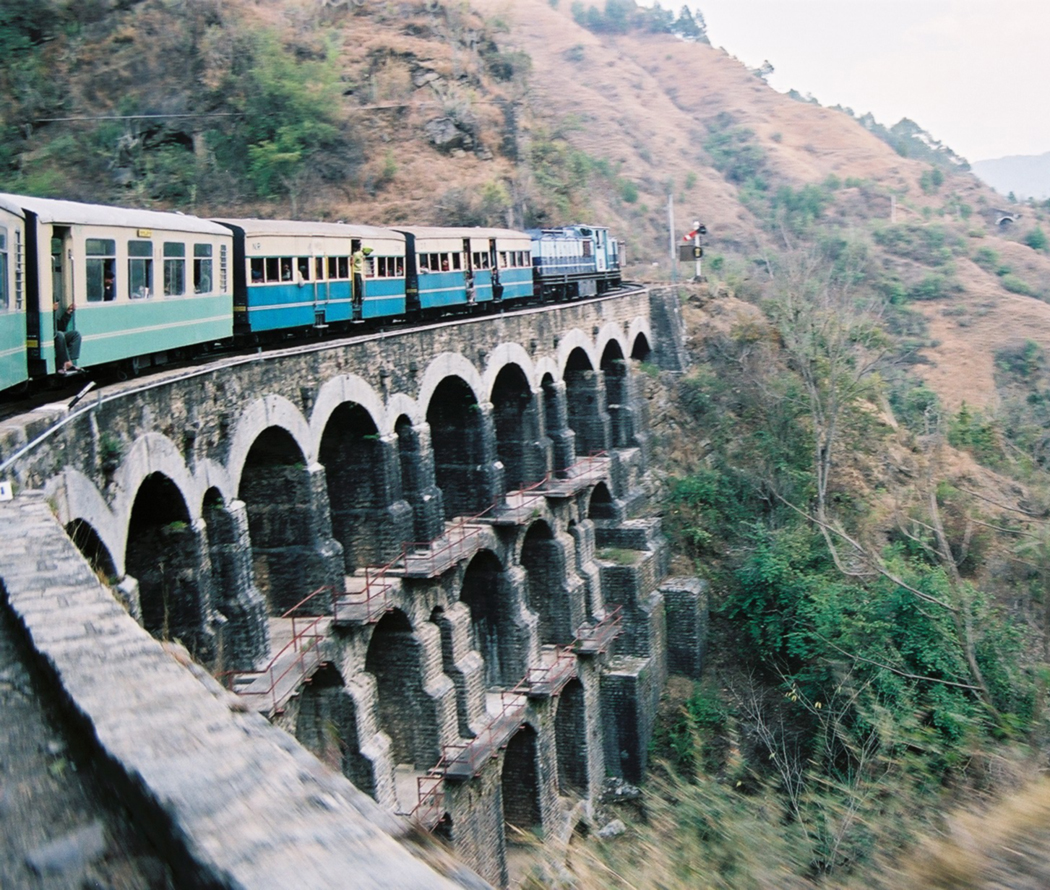
Ett typiskt passagerartåg på en av banans stora broar

Banan har 864 broar, där en är en 18,29 m lång fackverksbro i stål med plåtbeklädda balkspan. De andra är viadukter med flervåniga valvbågsgallerier likt antika romerska akvedukter. Bro nr 493, historiskt känd som "Valvbågsgalleriet",  mellan stationerna Kandaghat och Kanoh, är en valvbågsbro i tre plan, byggd av huggen sten. Bro nr 226; mellan Sonwara och Dharampur är en valvbågsbro som har gallerier med flera spann i 5 plan. Den är byggd med huggen sten och går över en djup dal omgiven av höga bergstoppar. 
Järnvägen har en lutningsgrad på 1 till 33 eller 3 %. Den har 919 kurvor, skarpaste kurvan är 48 grader (en radie på 37.47 m). Med start på 656 meters höjd slutar banan på en höjd av 2 076 meter i Shimla. Banan använde ursprungligen räls med en vikt på 21 kg/m men lades senare om till en räls på 30 kg/m.

## Lok
De första loken var två lok av klass "B" 0-4-0ST från den kända Darjeeling Himalayan Railway. Dessa var byggda för 610 mm spårvidd, men konverterades till 762 mm spårvidd 1901. De var dock inte tillräckligt starka för jobbet och såldes 1908. Dessa följdes av 10 lok med av typen 0-4-2T med en något starkare design och introducerades 1902. Dessa lok vägde 21,5 ton vardera och hade 762 mm spårvidd med 304.8 mm x 406.4 mm cylindrar. De fick senare klass "B" av North Western State Railways. Alla loken byggdes av det brittiska bolaget Sharp Stewart.
Större lok introducerades i form av en 2-6-2T, där 30 byggdes med smärre skillnader mellan 1904 och 1910. De byggdes av Hunslet och North British Locomotive Company. Loken vägde omkring 35 tons (35.56 tonnes), hade 762 mm spårvidd och 355.6 mm x 406.4 mm cylindrar. Dessa lok, senare klassade K och K2 av North Western State Railways, hanterade senare hela järnvägstrafiken under ångmaskinseran. Ett par Kitson-Meyer 2-6-2+2-6-2-ledade lok, klassade TD, köptes in 1928. De föll snabbt i ogillande, då de ofta tog hela dagen för att sätta samman tillräckligt med gods för att rättfärdiga att köra ett godståg med ett av dessa lok. Varuavsändare som letade efter snabbare tjänster började använda vägtransporter. Dessa 68 ton (69.09 ton) tunga lok flyttades snart över till Kangra Valley Railway, och slutade senare som lok i Pakistan, konverterade för 1 000 mm smalspårig järnväg.

## Rullande materiel
Järnvägen använde från början konventionella fyrhjuliga boggivagnar. Tareringsvikten av dessa vagnar innebar att endast fyra av boggivagnarna kunde dras uppför av 2-6-2T-lok. I ett försök att öka lastkapaciteten 1908 byggdes hela vagnsparken om till boggivagnar, 10 m långa och 2,1 m breda, med hjälp av stålramar och karosser. För att ytterligare spara vikt gjordes taket i aluminium. Den minskade vikten innebar att loken nu kunde dra sex av de större vagnarna, en betydande förbättring. Detta var ett tidigt exempel på användningen av stål i vagnskonstruktioner för att minska vagnarnas tareringsvikt.

## Tåg
- Shivalik Deluxe Express (5:40)
- Himalayan Queen (12:15)
- Rälsbussar (5:20) användes för att transportera överklassresenärer. Taxan för dessa var nästan dubbla den för första klass. Restiden för dessa rälsbussar var mindre än tre timmar från Kalka till Shimla medan vanliga tåg tar mellan fem och sex timmar.
- Andra lokaltåg

## TV-film
I Storbritannien har BBC gjort en serie av tre dokumentärer som handlar om Indian Hill Railways. Kalka-Shimla Railway var ämnet för tredje programmet som visades på BBC4 i februari 2010, och på BBC2 i april 2010. Regissör: Hugo Smith; producent: Gerry Troyna.